# Bataille de Xicheng
Transition des Ming aux Qing
Batailles
Unification des Jürchens - Fushun - Qinghe - Sarhu - Kaiyuan - Tieling - Xicheng - Shen-Liao - Zhenjiang - She-An - Guangning - Ningyuan - Corée (1627) - Ning-Jin - Jisi - Dalinghe - Wuqiao - Lüshun - Corée (1636) - Song-Jin - Révoltes paysannes - Pékin - Shanhai
La Bataille de Xicheng est un conflit militaire entre deux factions du peuple Jürchen : la Dynastie des Jin postérieurs d'une part et le clan Yihe, avec leurs alliés chinois de la dynastie Ming, d'autre part.
Cette bataille a lieu en septembre 1619.

## Situation avant la bataille
Le 7 mai 1618, Nurhachi, le Khan des Jin postérieurs, entre ouvertement en rébellion contre la dynastie Ming, dont il était théoriquement le vassal, en proclamant ses Sept Grandes Causes d'irritation, qui sont autant de raisons de rejeter la tutelle Ming sur la Mandchourie
Ayant préparé sa révolte de longue date, Nurhachi enchaîne les victoires contre les troupes chinoises. Après avoir vaincu les Ming lors des batailles de Fushun, Qinghe, Sarhu, Kaiyuan et Tieling, il décide de mettre au pas le dernier clans Jürchen qui s'oppose encore à lui : les Yihe.
Dernier clan de l'alliance Hulun a ne pas être encore tombé sous la coupe des Jin postérieurs, les Yihe sont dirigés par le chef Gintaisi. Ayant longtemps recherché, en vain, a forger une alliance avec les Ming pour contrer la montée en puissance de Nurhaci, Gintaisi réussi in extremis à obtenir une aide militaire de la part de la dynastie Chinoise, dont la position en Mandchourie est déjà bien affaiblie par la série de défaites qu'elle vient de subir.

## Déroulement des combats
À l'automne 1619, Nurhachi marche sur Xicheng, la capitale des Yihe. Une fois les troupes des Jin arrivées au pied des murailles, il prend personnellement le commandement de l'avant-garde et attaque le mur est de la cité. Il réussit à prendre le contrôle de cette section des fortifications, ce qui permet à ses troupes de rentrer dans la ville et de s'en emparer.
Par la suite, les Yihe habitant dans Xicheng sont épargnés, mais leurs alliés Ming qui s'étaient battus à leurs côtés sont exécutés.

## La bataille dans la culture populaire
Le chef Gintaisi meurt lors des combats, mais il aurait eu le temps de lancer une ultime malédiction contre ses ennemis : "Même s'il ne reste qu'une seule femme dans mon clan, je renverserai les Mandchous!".
D'une certaine manière, cette malédiction s'est réalisée à la fin du XIXe siècle, lorsque l'impératrice douairière Cixi, une descendante en ligne directe de Gintaisi, usurpa le pouvoir aux dépens des Aisin Gioro, les descendants de Nurhaci, et devint de facto la souveraine de la Chine.